# Georgi Todorow (sztangista)
Georgi Petrow Todorow (bułg. Георги Петров Тодоров, ur. 4 grudnia 1952 w Bełogradcu) – bułgarski sztangista, wicemistrz olimpijski oraz wielokrotny medalista mistrzostw świata i Europy.

## Kariera
Startował w wadze koguciej i piórkowej. Pierwszy sukces w karierze osiągnął w 1972 roku, kiedy podczas mistrzostw Europy w Konstancy zdobył srebrny medal. Na rozgrywanych rok później mistrzostwach świata w Hawanie także był drugi, rozdzielając na podium swego rodaka, Atanasa Kirowa i Japończyka Kojiego Miki. Następnie zwyciężał w wadze piórkowej podczas mistrzostw świata w Manili w 1974 roku i rozgrywanych rok później mistrzostw świata w Moskwie. W 1976 roku wystąpił na igrzyskach olimpijskich w Montrealu, zajmując drugie miejsce w wadze piórkowej. W zawodach tych uplasował się między Nikołajem Kolesnikowem z ZSRR i Japończykiem Kazumasą Hirai. Kolejny medal zdobył na mistrzostwach świata w Stuttgarcie, gdzie był drugi za Jirō Hosotanim z Japonii. Ostatnie sukcesy osiągnął w 1979 roku, zdobywając srebrne medale podczas mistrzostw świata w Salonikach i mistrzostw Europy w Warnie. Na mistrzostwach Europy zdobył w sumie siedem medali: złote w latach 1974, 1975 i 1977, srebrne w latach 1972, 1973 i 1979 oraz brązowy w 1976 roku. W latach 1974–1976 pobił 5 oficjalnych rekordów świata.